# اچ‌ام‌اس ازیریس (اس۱۳)
اچ‌ام‌اس ازیریس (اس۱۳) (به انگلیسی: HMS Osiris (S13)) یک زیردریایی بود که طول آن ۸۹٫۹۹ متر (۲۹۵٫۲ فوت) بود. این زیردریایی در سال ۱۹۶۴ ساخته شد.